# El templo del pop
El Templo del Pop es el primer álbum recopilatorio de la banda argentina Miranda!, lanzado al mercado el 1 de abril del 2008 por la discografía Pelo Music. El compilado incluye 20 canciones de las más exitosas de los álbumes de Es Mentira, Sin Restricciones, Quereme! Tributo a las Telenovelas y El Disco de Tu Corazón, incluyendo dos canciones nuevas del propio álbum: «Chicas» y «Mi Propia Vida» y un remix realizado por DJ Dero.

## Lista de canciones
| El Templo del Pop – Versión estándar |                                                                       |                               |          |  |
| N.º                                  | Título                                                                | Productor(es)                 | Duración |  |
| 1.                                   | «Perfecta» (del álbum “El Disco de Tu Corazón”)                       | Cachorro López                | 3:45     |  |
| 2.                                   | «Chicas»                                                              | Cachorro López                | 3:16     |  |
| 3.                                   | «Enamorada» (del álbum “El Disco de Tu Corazón”)                      | Cachorro López                | 3:12     |  |
| 4.                                   | «Don» (del álbum “Sin Restricciones”)                                 | Pablo Romero, Eduardo Schmidt | 3:03     |  |
| 5.                                   | «Yo Te Diré» (del álbum “Sin Restricciones”)                          | Pablo Romero, Eduardo Schmidt | 3:26     |  |
| 6.                                   | «Traición» (del álbum “Sin Restricciones”)                            | Pablo Romero, Eduardo Schmidt | 3:01     |  |
| 7.                                   | «Bailarina» (del álbum “Es Mentira”)                                  | Bruno De Vincenti             | 4:42     |  |
| 8.                                   | «Prisionero» (del álbum “El Disco de Tu Corazón”)                     | Cachorro López                | 3:27     |  |
| 9.                                   | «Imán» (del álbum “Es Mentira”)                                       | Bruno De Vincenti             | 4:18     |  |
| 10.                                  | «Hola» (del álbum “El Disco de Tu Corazón”)                           | Cachorro López                | 3:05     |  |
| 11.                                  | «El Profe» (del álbum “Sin Restricciones”)                            | Pablo Romero, Eduardo Schmidt | 2:56     |  |
| 12.                                  | «Romix» (del álbum “Es Mentira”)                                      | Bruno De Vincenti             | 3:55     |  |
| 13.                                  | «Otra Vez (Vivo)» (del álbum “En Vivo Sin Restricciones”)             | Miranda!                      | 3:03     |  |
| 14.                                  | «Mi Propia Vida»                                                      | Cachorro López                | 3:45     |  |
| 15.                                  | «Uno los Dos» (del álbum “Sin Restricciones”)                         | Pablo Romero, Eduardo Schmidt | 3:42     |  |
| 16.                                  | «Tu Juego» (del álbum “Es Mentira”)                                   | Bruno De Vincenti             | 4:01     |  |
| 17.                                  | «Vete De Aquí» (del álbum “El Disco de Tu Corazón”)                   | Cachorro López                | 3:10     |  |
| 18.                                  | «Navidad» (del álbum “Sin Restricciones”)                             | Pablo Romero, Eduardo Schmidt | 3:09     |  |
| 19.                                  | «Quereme... Tengo Frío» (del EP “Quereme! Tributo a las Telenovelas”) | Gabriel Lucena                | 3:31     |  |
| 20.                                  | «Miranda Mix (Oíd Mortales Mix)»                                      | Nicolás Guerrier              | 10:53    |  |
| 1:17:20                              |                                                                       |                               |          |  |

Notas
- Todas las canciones fueron compuestas por Alejandro Sergi, excepto la canción 19 que está compuesta por Marilina Ross.

| El Templo del Pop – DVD |                                           |                                        |          |  |
| N.º                     | Título                                    | Director                               | Duración |  |
| 1.                      | «Bailarina» (video musical)               | Grupo Doma                             | 3:32     |  |
| 2.                      | «Imán» (video musical)                    | Mariela Bond                           | 3:35     |  |
| 3.                      | «Romix» (video musical)                   | Alejandro Abramovich                   | 3:38     |  |
| 4.                      | «Tu juego» (video musical)                | José Wolff                             | 4:01     |  |
| 5.                      | «Agua» (video musical)                    | Rodrigo Pisa                           | 4:13     |  |
| 6.                      | «Yo te diré» (video musical)              | Juan Schnitman                         | 3:28     |  |
| 7.                      | «Don» (video musical)                     | Joaquín Cambre                         | 3:08     |  |
| 8.                      | «El profe» (video musical)                | Joaquín Cambre                         | 3:02     |  |
| 9.                      | «Uno de los dos» (video musical)          | Joaquín Cambre                         | 3:44     |  |
| 10.                     | «Traición» (video musical)                | Joaquín Cambre                         | 3:11     |  |
| 11.                     | «Navidad» (video musical)                 | Joaquín Cambre                         | 3:12     |  |
| 12.                     | «Otra Vez (Gran Rex)» (video musical)     | Jorge Recagno                          | 4:13     |  |
| 13.                     | «Prisionero» (video musical)              | Joaquín Cambre                         | 3:24     |  |
| 14.                     | «Hola (Gran Rex)» (video musical)         | Fernando Alhadeff                      | 3:12     |  |
| 15.                     | «Perfecta» (video musical)                | Joaquín Cambre                         | 3:46     |  |
| 16.                     | «Quereme (Gran Rex)» (video musical)      | Pablo del Pozo, Demian Seiégh Cortizas | 3:36     |  |
| 17.                     | «Enamorada (bonus track)» (video musical) | Mariela Bond                           | 3:14     |  |

## Créditos
Créditos adaptados de las notas del álbum.
Músicos
| - Ale Sergi – voz - Juliana Gattas – voz - Fangoria (Olvido Gara y Nacho Canut) – colaboración - Nicolás Guerrieri – arreglado (20), mezclado (20) | - Ezequiel Dero – arreglado (20), mezclado (20) - Sebastián Schon – ingeniero en grabación, programación - Demian Nava – ingeniero en grabación - Cachorro López – programación |

Técnico
| - César Sogbe – Mezclado - Patricio Londaits – autoría DVD | - José Banco – Másterizado |

Recursos
| - Alejandro Ros – diseño - Silvia Canosa – asistente de diseño | - Amelia Álvarez – prensa |